# Chang'e-4
Chang'e-4, kineska svemirska sonda iz serije Chang'e. Zadaće rovera (Yutu-2) ove misije su geološka i biološka istraživanja.
Nema posadu. Sonda je lansirana u prosincu 2018. godine. Polovicom prosinca ušla je u Mjesečevu orbitu. Dana 3. siječnja 2019. u 3:26 po srednjoeuropskom vremenu sletila je udaljenu stranu Mjeseca, onu koja zbog sinkronizirane rotacije nikad nije ne možemo vidjeti sa Zemlje. Kineska je sonda vrlo brzo je poslala prve slike na kojima se vidi Mjesečeva površina. Mjesto slijetanja bilo je već ranije određeno.
Chang'e- 4 je dobio ime po Chang'e, kineskoj božici Mjeseca.

## Vanjske poveznice
- Dnevnik.hr Martina Čizmić / Ourspace: Kinezi objavili nove fotografije "čudne" površinu tamne strane Mjeseca, 20. rujna 2019.